# Teucholabis (Teucholabis) analis
Teucholabis (Teucholabis) analis is een tweevleugelige uit de familie steltmuggen (Limoniidae). De soort komt voor in het Neotropisch gebied.